# فلیز ناتال
فلیز ناتال (به پرتغالی: Feliz Natal) یک منطقهٔ مسکونی در برزیل است که در ماتو گروسو واقع شده‌است. فلیز ناتال ۱۴٬۵۲۲ نفر جمعیت دارد.